# Die Gemüthlichen
 Die Gemüthlichen ist ein Walzer von Johann Strauss (Sohn) (op. 70). Das Werk wurde am 13. Januar 1850 im Tanzlokal Zum Sperl erstmals aufgeführt.

## Einzelnachweis
1. ↑  Quelle: Englische Version des Booklets (Seite 38) in der 52 CDs umfassenden Gesamtausgabe der Orchesterwerke von Johann Strauß (Sohn), Hrsg. Naxos (Label). Das Werk ist als zweiter Titel auf der 12. CD zu hören.